# Saint-Laurent-l'Abbaye
Saint-Laurent-l'Abbaye là một xã của tỉnh Nièvre, thuộc vùng Bourgogne-Franche-Comté, miền trung nước Pháp.